# むろらん広域センタービル
むろらん広域センタービル（むろらんこういきセンタービル）は、北海道室蘭市にある複合施設。

## 概要
胆振支庁（当時）合同庁舎の移転改築計画に伴い、土地区画整理事業による新市街地形成と地域活性化のために室蘭市が用地を先行取得していたが、北海道の財政状況の悪化や支庁制度改革などにより移転計画が凍結したことから、取得した土地の有効活用が課題になっていた。そこで、地元官民によって期成会設立から施設整備の提案・会社設立・資金調達・ビル建設までを行い、事業化のための資金も室蘭市内の企業向け社債発行や市民参加型公募債を発行するなど、すべてを地元で調達した。事業主体はむろらん広域センタービル株式会社（室蘭商工会議所と室蘭市が主体）、ビルの維持管理は室蘭商工会議所が行っており、テナント収入や駐車場収入により運営している。都市みらい推進機構による平成21年度「土地活用モデル大賞」を受賞している。

## 沿革
- 1997年（平成09年）：北海道が胆振支庁合同庁舎の移転先を入江地区に決定。
- 1999年（平成11年）：室蘭市土地開発公社が移転予定地として土地区画整理事業によって生じた旧国鉄跡地（約2ヘクタール）を先行取得。
- 2001年（平成13年）：「胆振支庁合同庁舎早期改築期成会」設立。
- 2003年（平成15年）：期成会がPFI方式による「入江地区複合施設計画」を知事に要望。
- 2005年（平成17年）：期成会が民間資本を活用した賃貸方式による「（仮称）入江地区広域センタービル早期建設に関する提案書」を知事に提出。
- 2006年（平成18年）：高橋はるみ知事が賃貸方式による胆振支庁の入居を承諾し、「入江地区広域センタービル建設協議会」設立。基本計画を策定し、「むろらん広域センタービル株式会社」設立。
- 2007年（平成19年）：「（仮称）入江地区広域センタービル基本設計」策定。
- 2008年（平成20年）：起工式[5]。事業計画策定。正式名称が「むろらん広域センタービル」に決定。
- 2009年（平成21年）：完成[6]。
- 2013年（平成25年）：レストランなごみ閉店[7]。

## 施設
|     | テナント                                                                                              |
| --- | --- |
| 4階 | 胆振総合振興局                                                                                        |
| 3階 | 胆振総合振興局、室蘭建設管理部、胆振教育局                                                            |
| 2階 | 胆振総合振興局、室蘭保健所、室蘭商工会議所、ナラサキ産業室蘭営業所、室蘭銀行協会                      |
| 1階 | 胆振総合振興局、室蘭市役所広域センタービル庁舎、室蘭信用金庫本店、北洋銀行室蘭中央支店、北海道銀行ATM |

## アクセス
北海道道699号室蘭港線沿いに位置しており、周辺には室蘭公共職業安定所（ハローワークむろらん）、日本年金機構室蘭年金事務所、北海道開発局室蘭開発建設部、室蘭地方合同庁舎などが立地している。
- 道南バス「中央町」バス停から徒歩約2分
- 道南バス・北海道中央バス「室蘭観光協会前」バス停から徒歩約3分
- 北海道旅客鉄道（JR北海道）室蘭駅から徒歩約4分

## 参考資料
- “代表的な土地有効活用事例 〜むろらん広域センタービル”.  国土交通省. 2015年8月2日閲覧。
- “むろらん広域センタービル” (PDF).   都市みらい推進機構 (2009年). 2015年8月2日閲覧。
- “むろらん広域センタービル完成” (PDF). 広報むろらん4月号.  室蘭市 (2009年). 2015年8月1日閲覧。